# Barbuda
Ne doit pas être confondu avec Barbade.
Barbuda est une île du Nord des Petites Antilles faisant partie du pays Antigua-et-Barbuda. Barbuda se situe au nord d'Antigua. Ses habitants sont appelés les Barbudiens. La totalité de la population de l'île habitait le village de Codrington (1 638 habitants). En septembre 2017, à la suite des dommages et à la destruction de 95 % de ses infrastructures  et habitations causés par l'ouragan Irma, la population de l'île a été entièrement évacuée vers Antigua. 
Barbuda se dit parfois Barbude en français. Elle tient son nom du figuier barbu présent sur l'île.

## Géographie
Cet atoll surélevé a une superficie de 171,5 km2. Il se trouve dans l'Est de la mer des Caraïbes, à 41,5 km au nord de l'île d'Antigua.
Codrington, l'unique localité de l'île, possède une minuscule église et de modestes cases entourées de jardinets. Elle se niche sur les rives du Codrington Lagoon. Elle est dotée d'un aérodrome (code AITA : BBQ).

## Histoire
Barbuda est habitée pour la première fois il y a environ 4 000 à 4 500 ans par des peuples du Mésoindien, provenant soit des Grandes Antilles, soit de la région du delta de l'Orénoque. Plusieurs datations au radiocarbone témoignent de l'occupation de l'île durant l'Archaïque, il y a 4 000 à 2 500 ans, notamment dans les sites (River, Cattle Field et Burton’s Field) associés à l’amas coquillier surnommé Strombus Line,. Ces groupes de pêcheurs-cueilleurs nomades et vraisemblablement très mobiles furent les seuls occupants de l'île et de ses voisines jusqu'aux migrations des peuples de la culture saladoïde, originaires du delta de l'Orénoque, débutant il y a 2 400 ans. Ce nouveau peuplement était accompagné de technologies jusqu'alors inconnues dans les Petites Antilles du Nord, comme la poterie et l'agriculture, bien que les peuples archaïques eussent vraisemblablement des connaissances en horticulture. Ce sont les ancêtres des autochtones qui peuplaient l'île à l'arrivée de Christophe Colomb en 1493.
L'île est successivement occupée par les Espagnols, les Français et finalement les Britanniques en 1667. Elle est louée à la famille Codrington durant près de 200 ans, qui en fait un entrepôt et une manufacture pour ses plantations sucrières des îles environnantes.
Le village de Codrington est fondé en 1668 par le gouverneur anglais Christopher Codrington. Il servit à l'époque coloniale d'entrepôt d'esclaves africains destinés aux plantations des îles voisines.
Le 6 septembre 2017, l'île a été directement touchée par l'ouragan Irma, l'un des plus puissants jamais enregistrés dans l'Atlantique nord, endommageant 95 % des habitations de l'île. Le 8 septembre, à la suite d'importants dommages, certains habitants sont évacués vers Antigua.

## Démographie
L'île a en 2011 une population de 1 638 habitants, soit une densité moyenne de 10 hab./km2. À la suite de sa destruction par l'ouragan Irma, tous les habitants ont été évacués, faisant de Barbuda une île déserte pour la première fois depuis plus de 300 ans.